# Érythème fessier
L'érythème fessier, ou dermite du siège, est une lésion du derme courante chez le bébé porteur de couches. Cette inflammation bénigne mais douloureuse de l'épiderme fessier est réversible. Elle apparaît durant les 15 premiers mois de la vie, le plus souvent entre le huitième mois et le dixième mois de la vie. L'érythème fessier est bénin mais douloureux pour le bébé. Cet érythème n'est pas contagieux (sauf en cas d'infection ou surinfection, rares).
Cette dermite est caractérisée par une peau anormalement humide, chaude et irritée. Elle s'aggrave peu à peu avec l'apparition de larges plaques rouges congestives traduisant une irritation du derme, avec un aspect parfois « papuleux,. »

## Diagnostic différentiel
Cette pathologie bénigne ne doit pas être confondue avec d'autres éruptions (y ressemblant mais nécessitant un traitement individualisé), dont :
- la dermatite séborrhéique ; la peau a un aspect huileux avec des écailles épaisses et jaunâtre. Elle touche plutôt le cuir chevelu là où il frotte sur le berceau, mais parfois aussi les plis inguinaux.
- la dermatite atopique ou eczéma, qui est une réaction allergique associée à une intense démangeaison, souvent héréditaire, et pouvant apparaître n'importe où sur le corps.

## Causes

### Effets de l'urine
Plusieurs causes peuvent additionner leurs effets. Elles peuvent inclure le manque d'aération de la peau rendue humide par la transpiration, l'humide, une diarrhée.. (couche trop serrée, en particulier si le temps est chaud et humide ou que le bébé est trop couvert). Le port prolongé d'une couche souillée par des selles (surtout en cas de diarrhée) et/ou par de l’urine en est également une cause. L'urine modifie le pH de la peau et produit de l'ammoniaque en fermentant. L'urine ajoute ses effets à ceux de la transpiration piégée dans les plis de la peau et sous la couche, qui font macérer l'épiderme en augmentant considérablement le risque de lésions par frottement. L'urine aggrave ainsi le risque de perte l'intégrité de la barrière cutanée. De plus elle produit par fermentation de l'ammoniac (irritant cutané léger) et de l'urée (qui se décompose en uréase en présence de coliformes fécaux). L'amoniac libéré dans la zone confinée par la couche favorise l'activité d'enzymes fécaux de type protéase et lipase qui agressent l'épiderme, en augmentent l'hydratation et la perméabilité aux sels biliaires résiduellement présent dans les selles, qui agissent aussi comme irritants de la peau.
D'autres causes peuvent inclure des irritations induites : par un produit cosmétique nettoyant de la peau, par un détergent ou assouplissant utilisé pour laver des couches de coton, ou par une substance présente dans la couches jetables (colorant, parfum/déodorant). Une autre cause peut inclure la séquelle d'un traitement antibiotique ayant éliminé les bonnes bactéries de la peau et favorisé une réinfestation par champignon (candida) ou par une bactérie indésirable (impétigo). Ces organismes pouvant éventuellement être antibiorésistants pour un ou plusieurs médicaments.
Le bébé peut présenter des vulnérabilités propres ce qui en est également une cause. Il n'est pas autonome et ne contrôle pas ses sphincters. Chez l'humain adulte la couche cornée de la peau est composée de 25 à 30 couches cellules mortes aplaties kératinocytes qui sont continuellement perdues et remplacées à partir du derme. Ces cellules mortes sont agglomérées par des lipides sécrétée par le stratum granulosum, une couche située juste sous les cellules mortes. Ces lipides contribuent à faire de cette couche une barrière étanche et protectrice, réduisant également la perte d'eau, et protégeant les couches profondes de la peau des blessures et donc des microbes susceptibles d'envahir les couches profondes de la peau, au profit d'une flore cutanée utile qui se nourrit de la surface de la peau morte. Chez les nourrissons, la couche cutanée externe est plus fine et fragile, et plus facilement perturbée par les microbes se développant sur la peau qui peut macérer dans le mélange d'excréments et d'urine tant que le bébé n'a pas appris à contrôler ses sphincters. Un cas particulier est celui des enfants en situation de déficience immunitaire (atteint de VIH/Sida notamment). Ils peuvent être plus vulnérable aux dermites et présentent plus de risque de surinfection.

### Effets de l'alimentation
Il existe une interaction entre la peau du bébé et l'activité enzymatique résiduelle du contenu des matières fécale, ce qui explique que l'alimentation du nourrisson influe sur le risque d'apparition d'érythème fessier et sur son importance et sa durée. Et la quantité et la nature des enzymes présents dans les matières fécales sont influencés par l'alimentation du bébé. Le bébé allaité est moins sensible à l'érythème fessier, peut-être parce que ses selles ont un pH plus élevé (moins acides) et présentent une moindre activité enzymatique. L'érythème fessier semble aussi plus fréquent chez le nourrissons de 8-12 mois, peut-être en réponse au fait que sa flore intestinale et son estomac doivent s'adapter aux aliments solides, ce qui modifie la composition fécale et la flore intestinale. 
Chaque fois que le régime alimentaire d'un enfant subit un changement important (y compris lors du passage du lait maternel à une préparation pour nourrisson ou à du lait animal, il semble y avoir chez le bébé un risque accru d'érythème fessier.
Un autre lien entre matières fécales et érythème fessier est apparu avec le développement des traitements antibiotiques. Les enfants subissant un tel traitement ou venant de le subir sont plus susceptibles de développer un érythème fessier, probablement en raison d'un déséquilibre de la microflore intestinale,. En outre, il y a presque toujours une augmentation de l'incidence de l'érythème fessier chez le nourrisson qui a souffert de diarrhée dans les 48 heures précédentes, probablement en raison d'un afflux sur la peau d'enzymes fécales (lipase et protéase) non dégradées lors d'un passage trop rapide du bol alimentaire dans le tractus gastro-intestinal .

## Alternative aux couches
Deux types de couches sont actuellement proposées dans le commerce, avec des avantages et inconvénients dans les deux cas. Il semble qu'on n'observe plus de différence de taux d'érythème fessier entre porteurs de couches jetables classiques et les nouvelles couches en tissus lavables et réutilisables couches en tissu. Les couches jetables super-absorbantes avec matériau gélifiant causent moins d'épisodes d'érythème fessier par rapport à leurs homologues en tissu, mais peuvent parfois contenir des colorants et produits soupçonnés de provoquer des dermatites de contact allergique (DCA). Pour réduire l'incidence de l'érythème fessier, les couches jetables ont été conçues pour absorber l'urine et l'humidité de la peau du bébé dans un gel synthétique non biodégradable et susceptible de poser des problèmes environnementaux (consommation de ressources naturelles, incinération de couches gorgées d'urine, et pollution de l'environnement pour les couches jetées dans la nature). Depuis peu, des couches en tissu utilisent un tampon de microfibres « super-absorbantes » placé dans une poche, et parfois un matériau perméable à la lumière. Il faut, pour les utilisateurs de ces couches, passer plus de temps et consommer de l'eau pour les laver, une fois souillées.
Dans tous les cas, les couches (jetables ou non) doivent être changées fréquemment pour limiter le risque d'érythème fessier, même si le bébé ne se sent pas « mouillé ». En Asie, des millions de bébés ne portent pas de couches et sont vêtus d'un pantalon fendu au niveau des fesses, de manière à permettre de les mettre immédiatement en position d'uriner sans se salir et de conserver la peau sèche et aérée.

## Soins

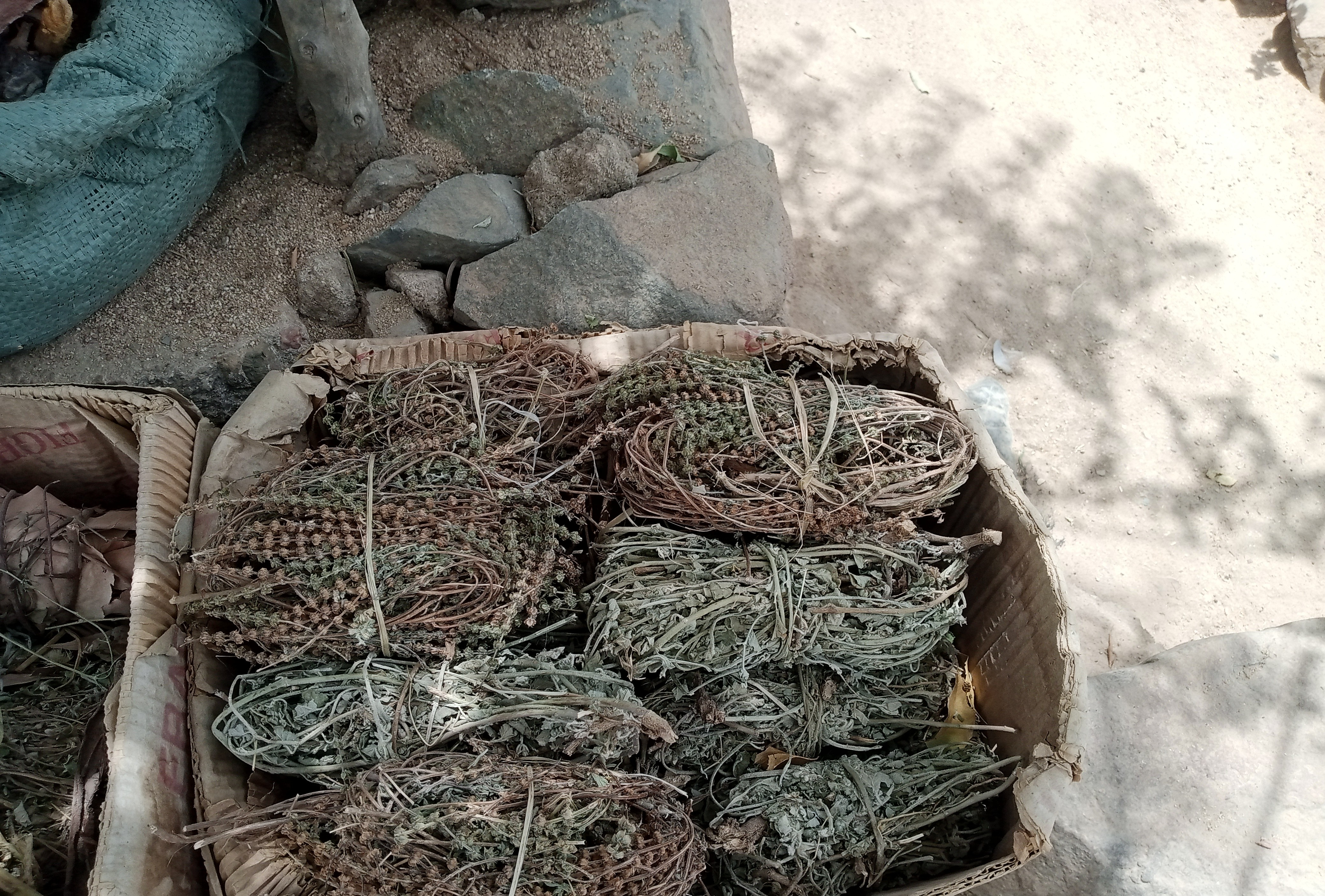
Plantes médicinales utilisées pour traiter l'érythème fessier du nouveau-né dans le nord du Cameroun.

Le traitement le plus efficace, mais non plus pratique, est de provisoirement au moins ne plus utiliser de couches, permettant à la peau remise en contact naturel avec l'air de normalement sécher et respirer. Un séchage minutieux de la peau avant la pose de nouvelles couches est préventivement recommandé car l'excès d'humidité est l'une des causes de l'érythème fessier. S'il fait chaud, les vêtements doivent être légers et ne pas favoriser la transpiration. Diverses poudres absorbant l'humidité, tels que talc ou l'amidon ont été utilisées dans la passé pour réduire l'humidité mais avec d'autres risques de complications. Le poudrage met en suspension des particules qui peuvent irriter les tissus pulmonaires. Les poudres riches en amidon (maïs, arrow-root) sont une source de nourriture pour les champignons et bactéries. L'American Academy of Dermatology recommande de ne pas les utiliser.
Une autre approche consiste à empêcher l'urine d'atteindre les parties profondes de la peau en la protégeant par une huile, mais un effet contraire peut être obtenu si la peau n'est pas parfaitement sèche et propre au moment de l'application. Des onguents à base d'oxyde de zinc sont très efficaces, dont en prévention, car ils ont un effet séchant et astringent sur la peau, tout en étant légèrement antiseptique et généralement non-irritant. En cas de dermite aiguë et/ou persistantes le médecin peut prescrire une crème antifongique ou un corticoïde pour calmer une irritation trop douloureuse (hydrocortisone en crème en général). Comme il est souvent difficile de différencier une infection fongique d'une simple irritation cutanée, de nombreux médecins préfèrent une crème combinant des corticostéroïdes et un antifongique (ex : hydrocortisone/miconazole).

## Complications médicales
Les complications médicales liées à l'érythème fessier sont rares. Quand elles existent, elles peuvent être de nature infectieuse ou allergique (réaction à certains composants de la couche ou à des produits utilisés pour nettoyer la peau du bébé). Si l'érythème persiste plus de 4 jours, ou qu'il est accompagné de fièvre ou d'apparition de cloques ou furoncles, ou qu'il s'étend ailleurs que sur la zone de contact avec la couche (notamment dans les plis de la peau au cou, à l’aine, entre les fesses, entre les orteils, etc. (intertrigo), une consultation médicale est nécessaire.
Il y a peu de preuves qu'une fois que la couche cornée (stratum corneum) a été endommagée par une combinaison de facteurs physiques (frottement) et chimiques (action des enzymes fécaux), la peau soit beaucoup plus vulnérable aux infections secondaires bactériennes ou fongiques. Si la peau a perdu son intégrité, certaines bactéries ou champignons (ex Candida albicans) peuvent théoriquement l'infecter, mais dans les faits, il s'agit souvent d'une séquelle de traitement antibiotique. Cependant, en analysant et comparant des échantillons microbiens recueillis sur des écouvillons dans la zone péri-anale, inguinale et orale chez 76 nourrissons, Ferrazzini et al. (2003) ont constaté que la colonisation de la peau par  Candida albicans était significativement plus fréquent chez les enfants à érythème fessier symptomatique que chez ceux qui n'en avaient pas. Staphylococcus aureus était également plus fréquent chez ces mêmes nourrissons mais avec une différence non statistiquement significative.
Beaucoup d'autres infections ont été observées à cette occasion, dont par Proteus mirabilis,  entérocoques et Pseudomonas aeruginosa, mais le champignon Candida albicans semble être l'envahisseur opportuniste le plus fréquent de la peau enfermée dans les couches,.
Des cultures de prélèvements microbiens mettent parfois en évidence la présence de Candida albicans et d'autres organismes pathogènes chez des nourrissons apparemment en bonne santé et ne présentant aucun symptôme. Leur flore cutanée semble les contrôler.
Il semble y avoir une corrélation positive entre la sévérité observée de l'érythème fessier et la probabilité d'une infection secondaire (Ferrazzini et al., 2003; Gupta & Skinner, 2004; Wolf et al., 2001).